# テレサ・ツィリス＝ガラ
テレサ・ツィリス＝ガラ（Teresa Żylis-Gara, 1930年1月23日 - 2021年8月28日）は、ポーランド出身のソプラノ歌手。

## 生涯
ポーランド領ランドヴァロフ(現在リトアニア領レントヴァリス)の生まれ。9歳よりウッチの音楽学校でオルガ・オルギナに学び、1954年にワルシャワで開かれた声楽コンクールで優勝を果たした。
1956年にクラクフ歌劇場でモニューシュコの《ハルカ》でデビューを飾る。1960年にはミュンヘン国際音楽コンクールに出場して第三位に入賞した。
その後はドルトムントやデュッセルドルフの歌劇場に出演してキャリアを重ね、1968年にはザルツブルク音楽祭やコヴェントガーデン等に招聘された。
1969年にはニューヨークのメトロポリタン歌劇場、1976年にはミラノ・スカラ座に出演している。
2021年8月28日に死去。91歳没。